# 1954 en basket-ball
Chronologie du basket-ball
1953 en basket-ball - 1954 en basket-ball - 1955 en basket-ball
Les faits marquants de l'année 1954 en basket-ball :

## Juin
- Championnat d'Europe féminin : URSS.

## Récapitulatifs des principaux vainqueurs de compétitions 1953-1954

### Masculins
| Europe - France : Racing C.F. - Grèce : Panathinaïkós Athènes. - Israël : Maccabi Tel-Aviv. - Italie : Borletti Milano. - URSS : Dinamo Tbilissi. - Yougoslavie : Étoile rouge de Belgrade. | Amériques - National Basketball Association : Minneapolis Lakers. | Afrique, Asie, Océanie |

### Féminines
| Europe - Espagne : non disputé (création en 1964). - France : Paris UC. - Grèce : non disputé (création en 1968). - Italie : Bernocchi Legnano. | Amériques | Afrique, Asie, Océanie |

## Novembre
- Championnat du monde masculin : États-Unis.